# Ivo Baueršíma
Ivo Baueršíma, född 17 september 1931 i Jihlava, en tjeckoslovak-schweizisk astronom.
Minor Planet Center listar honom som I. Bauersima och som upptäckare av 1 asteroid.
Den 7 augusti 1972 upptäckte han asteroiden 9711 Želetava, tillsammans med astronomen Paul Wild.